# Arno Franke
Arno Ewald Franke (* 27. September 1876 in Reichenau, Erzgebirge; † 11. Juli 1955 in Berlin) war ein deutscher Journalist und Politiker (SPD, NSDAP, DSP).

## Leben und Tätigkeit

### Frühe Laufbahn
Franke, ein gelernter Buchdrucker, begann um die Jahrhundertwende als Redakteur für die SPD-Presse zu arbeiten. Die für seine Tätigkeit nötigen Kenntnisse hatte er durch Selbststudium erworben. Seine ersten redaktionellen Erfahrungen hatte er in Österreich gesammelt.
Vom 18. Juli 1905 bis zum 1. Oktober 1907 war Franke als Redakteur bei der Arbeiter-Zeitung in Dortmund, dem Organ der Sozialdemokratischen Partei für das Rheinisch-Westfälische Industriegebiet, tätig. Während dieser Zeit wurde er am 17. Dezember 1905 zum zweiten Schriftführer des sozialdemokratischen Kreiswahlvereins Dortmund-Hörde gewählt, eine Funktion, die er bis zum 18. August 1907 ausübte. Von 1907/1908 bis 1911 gehörte er der Redaktion der Mecklenburger Volkszeitung an, bevor er zur Rheinischen Zeitung in Köln wechselte. Kurz vor dem Ersten Weltkrieg schrieb er für die Bergische Arbeiterstimme in Solingen (ab 1913), wo er für das Ressort „Lokales“ verantwortlich war, sowie für die Die Neue Zeit.
Als Franke im September 1915 zum Militär einrücken sollte, wurde an seiner Stelle sein Kollege bei der Bergischen Arbeiterstimme, der wegen seiner linken Haltung bekannte Wilhelm Dittmann, zwangsrekrutiert, da man es behördlicherseits vorzog, den rechtsstehenden Franke in der Presse weiterwirken zu lassen und stattdessen dem linksgerichteten Dittmann die Möglichkeit zu nehmen, auf die Öffentlichkeit einzuwirken.
Ab dem 1. Februar 1918 war Franke beim Sozialdemokratischen Pressebüro in Berlin beschäftigt. Zu dieser Zeit lebte er in Berlin-Tempelhof Mariendorfer Str. 1 und wurde in den Listen der Politischen Polizei als „rechtsstehender Sozialdemokrat“ geführt.

### Weimarer Republik
Als Vertreter des rechten SPD-Flügels war Franke in den frühen 1920er Jahren leitender Redakteur der Zeitschrift Firn. Politisch entwickelte er sich in den folgenden Jahren immer weiter nach rechts: Am 24. Januar 1924 berichtete der Vorwärts in einem Artikel über Franke („Nationalistisch-antisemitischer Sozialismus – Arno Franke, ein neuer Lebius“), dass Franke eine Wahlbroschüre verfasst habe, die selbst die schlimmsten Produkte des Reichsverbandes zur Bekämpfung der Sozialdemokratie übertreffe. Über die Situation in der sozialdemokratischen Presse hatte Franke – der, so der Vorwärts noch „Wert darauf legte, als Parteimitglied zu gelten“ – als Redakteur des Firns behauptet, dass diese dem „national fühlenden Teil der Parteigenossen“ verschlossen sei und dass die sozialistischen Zeitschriften, die infolgedessen entstanden seien, von der Parteipresse mit „stillschweigendem Boykott belegt“ sowie „verdächtigt und verleumdet“ würden. Ein „finsterer schwarzer Geist der Unduldsamkeit und Unterdrückung“ gehe in der SPD um. Der Verdacht, „deutsch zu denken“ und „deutsch zu reden“, genüge, um „die Verdächtigten vollkommen kaltzustellen“. Von dieser Art der Verfemung sei eine ganz große Gruppe hervorragender Parteimitglieder betroffen, während umgekehrt Unabhängige Sozialdemokraten und Kommunisten, die die Partei und das Vaterland von 1917 bis 1919 treulos im Stich gelassen hätten, inzwischen in die Spitze der Partei und ihres Zentralorgans (dem Vorwärts) aufgenommen worden seien. Kurt Koszyk bewertet diese Angriffe in seiner Studie zur sozialdemokratischen Presse der Zwischenkriegszeit als „Vereinfachungen und Verdrehungen“.
Im März 1924 verließ Franke die SPD. Seine Stellung als Redakteur des Firn übernahm Friedrich Ebert junior.
Politisch fand Franke in der zweiten Hälfte der 1920er Jahre Anschluss an die völkische Rechte: Ein sozialdemokratischer Zeitungsartikel über völksiche Landtagsabgeordnete von 1928 erwähnt, dass Frankes Name „heute [...] auf der Kandidatenliste des völkisch-nationalen Blocks“ prange. Dieser Artikel beschreibt ihn als einen „kleinen Erzgebirgler mit melancholischen Augen und schwarzhaarig“.
Zum 1. Januar 1930 trat er in die NSDAP ein (Mitgliedsnummer 180.749). Für diese übernahm er schließlich zum 1. November 1930 die Funktion des Hauptschriftleiters (Chefredakteurs) der sächsischen NSDAP-Parteizeitung Der Freiheitskampf. Aus dieser Funktion schied er zum 11. Dezember 1931 wieder aus.
Aus Enttäuschung über den selbstherrlichen Führungsstil des sächsischen Gauleiters Martin Mutschmann sowie über das undurchsichtige Finanzgebaren und das Bonzentum der Gauleitung kam es zu erbitterten innerparteilichen Querelen und Franke wurde Juli 1932 aus der NSDAP ausgeschlossen.
Anlässlich der Reichstagswahl vom Juli 1932 veröffentlichte Franke für die SPD eine Broschüre, in dem er in polemischer Weise mit den „schier unglaublichen Missständen“ in der NSDAP abrechnete. Die SPD versprach sich von der Einspannung des ehemaligen NS-Redakteurs, den sie indessen intern als ein „minderwertiges Subjekt“ ansah, als Autor eines Aufklärungspamphlets über die NSDAP eine wirksame Entlarvung ihres politischen Gegners.
Im Spätsommer 1932 initiierte Franke zusammen mit Wilhelm Klute die Gründung der Deutschen Sozialistischen Arbeiterpartei (DSP), einer Abspaltung von der NSDAP. Franke und Klute taten diesen Schritt aufgrund ihrer Unzufriedenheit – sowie der Unzufriedenheit des von ihnen repräsentierten Flügels der Berliner bzw. der sächsischen NSDAP – mit dem Kurs der Parteiführung der NSDAP in München um Adolf Hitler und insbesondere aus Ablehnung der politischen Linie der Gauleiter in Berlin (Joseph Goebbels) und Sachsen (Mutschmann). Die neue Partei erreichte bis zu ihrer zwangsweisen Auflösung im Frühjahr 1933 eine Mitgliederzahl von 1.500 bis 2.000 Personen. Kurt Koszyk charakterisierte das Parteiprofil der DSP als „stark nationalistisch“ und „antisemitisch“. In einer Presseerklärung anlässlich der Gründung der DSP erklärte Frankes Partner Klute den versammelten Journalisten, dass die Gründung der neuen Partei „notwendig“ geworden sei, weil die „Nationalsozialisten alter Prägung“ der Ansicht seien, „daß die NSDAP den Kampf um die Herbeiführung einer Gemeinschaft aller Deutschen“ (d. h. das Ziel, einen wahren Sozialismus zu verwirklichen) aufgegeben habe. Aufgrund seiner Abkehr vom Ideal des Sozialismus werde Hitler das Ziel, „was er sich anfänglich gesetzt habe“, nicht erreichen. Die Männer der neugegründeten Partei hätten sich somit von Hitler nicht bloß aus taktischen, sondern auch aus programmatischen Gründen abgekehrt. Da das Programm der NSDAP in vielen Punkten in sich widersprüchlich sei, habe die Deutsche Sozialistische Partei in Kontrast hierzu „nun ein klares Programm“ herausgearbeitet, „das keinem Menschen und keinem Berufsstand Zugeständnisse“ mache.
Die links-liberale Zeitschrift Die Weltbühne stufte die Parteizeitschrift Der deutsche Weg als ein Organ ein, das „absolut fascistische [sic!] Gedanken“ vertrete. Die Gruppe um Franke und Klute habe sich, so die Weltbühne „von der Hitlerpartei getrennt, weil sie den Glauben an deren revolutionäre Kraft verloren hat“. Die Führungspersönlichkeiten der DSP seien jedoch „langjährige Funktionäre der NSDAP und SA-Leute“, die „einigen“ Anhang in Berlin und Sachsen hätten.

### Ungesichertes Schicksal nach 1933
Frankes Schicksal nach 1933 ist nicht vollständig geklärt: Klute erklärte Kurt Koszyk in den 1950er Jahren, Franke sei, nachdem er illegal Propagandamaterial in die Tschechoslowakei geliefert habe, Ende 1933, Anfang 1934 ins KZ Buchenwald (das damals noch nicht bestand) geschickt worden, „aus welchem er nicht zurückkehrte“.
Im Archiv des Suchdienstes Bad Arolsen hat sich demgegenüber eine Häftlingsliste erhalten, aus der hervorgeht, dass Franke zeitweise als politischer Häftling im KZ Sachsenhausen war. Einer ebenfalls dort verfügbaren „Liste der anerkannten 'O.d.F.' - Sachsenhausen“ der Bezirksstelle Tempelhof der Organisation „Opfer des Faschismus“ aus dem Jahr 1948 ist zu entnehmen, dass Franke seinen Wohnsitz damals in Berlin-Mahlsdorf in der Rathausstraße 63 hatte. Er starb im Juli 1955 in Berlin.

## Schriften
- Staat im Staate: das Wesen des jüdischen Geheimbundes, auf Grund der Brafmannschen Kahal-Akten, 1930.
- Das Doppelgesicht der NSDAP: Die Arbeiterpartei d. Adelsgenossenschaft ; Eine notwendige Auseinandersetzung mit dem Nationalsozialismus der Kapitalisten, Prinzen, Grafen und Barone, 1932.